# Association des directeurs au service des personnes âgées
L'Association des directeurs au service des personnes âgées (AD-PA) est une association professionnelle française créée en 1989 sous le nom de Association des directeurs d'établissements d'hébergement pour les personnes âgées (ADEHPA). Elle est présidée par Pascal Champvert, qui est également vice-président de l’association European Ageing Network (EAN).
Son rôle est de regrouper les professionnels du secteur des services aux personnes âgées (directeurs des établissements pour personnes âgées, des services à domicile et des associations de coordination) au niveau national afin de les représenter, de les coordonner et de soutenir leurs actions.
Le 29 mars 2003, elle prend le nom d'Association des Directeurs au service des Personnes Âgées pour pouvoir accueillir l’ensemble des directeurs exerçant dans le champ des personnes âgées.
Cette association de personnes physiques compte aujourd’hui 2.000 adhérents répartis dans toute la France.
L'AD-PA organise et participe à de nombreuses manifestations : Congrès des Âges et du Vieillissement, colloques de l'AD-PA, réunions régionales et départementales de l'AD-PA et des associations partenaires.
Les services de l’AD-PA se répartissent en quatre grands blocs :
- Représentation de la profession : pouvoirs publics / médias
- Création de réseaux locaux de directeurs
- Suivi de l’actualité : lettre hebdomadaire et revue trimestrielle Directeurs
- Formation / coaching